# يويل بيرو
يويل بيرو (مواليد 2 أغسطس 1999) هو لاعب كرة قدم هولندي يلعب كمهاجم في نادي ليدز يونايتد.